# Pterogonia
Pterogonia is een geslacht van vlinders van de familie visstaartjes (Nolidae), uit de onderfamilie Chloephorinae.

## Soorten
- P. aurigutta Walker, 1858
- P. cardinalis Holloway, 1976
- P. cassidata Warren, 1916
- P. episcopalis Swinhoe, 1891
- P. excisa Pagenstecher, 1898
- P. nerissa Swinhoe, 1902
- P. nubes Hampson, 1893
- P. striatura Moore, 1887